# Gerhard Löbenberg

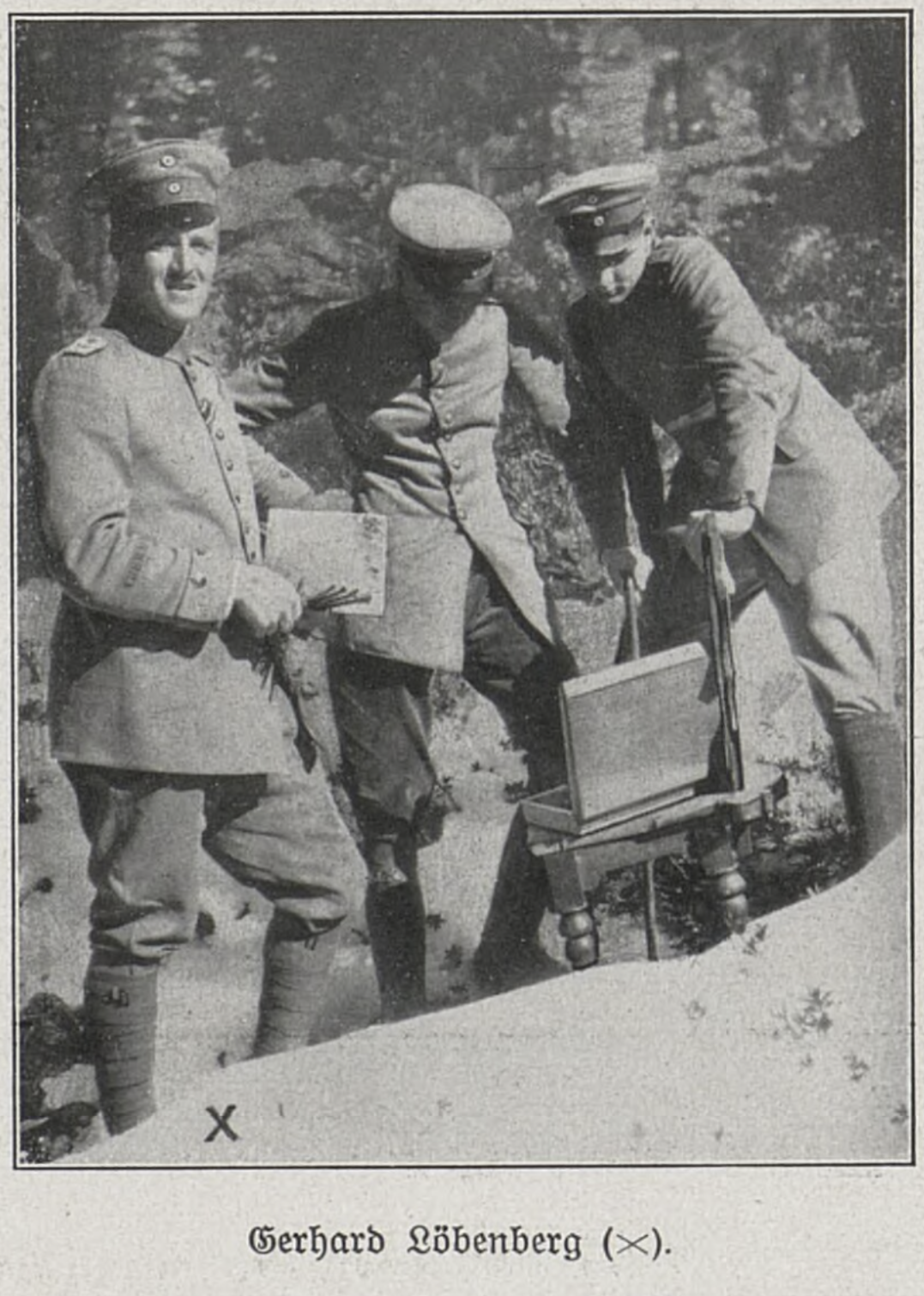
Gerhard Löbenberg (ca. 1916)

Gerhard Löbenberg (* 14. September 1891 in Gemkenthal; † 19. August 1967) war ein deutscher Jagd- und Wildmaler. Er studierte an den Kunstakademien in Königsberg (Preußen) und Berlin. Sein Vater war der Förster Luis Adolf Löbenberg. Erste Motive fand er schon als Kind vor, da er in einem Forsthaus in Gemkenthal, einem Ortsteil von Altenau im Harz aufwuchs. Die erste Zeichnung veröffentlichte er als 18-Jähriger in der Zeitschrift Wild und Hund. Neben Bären und Wildschweinen waren besonders Rothirsche die mit Vorliebe von ihm gemalte Wildart. Auf der Website des
Ostpreußischen Landesmuseums, welches ihm 2004 eine Ausstellung widmete, ist dazu zu lesen, dass er „es verstand […] wie kein anderer, die individuelle Physiognomie der Hirsche herauszuarbeiten. Zahlreiche weitere Tierarten vermitteln einen Eindruck von seiner großen Detailgenauigkeit und Beobachtungsgabe“.
Aber auch Schatten fiel auf das Schaffen Löbenbergs, der sich in der Zeit des Nationalsozialismus als „Haus- und Hofmaler“ des Reichsmarschalls und Reichsjägermeisters Hermann Göring profilierte. Göring soll insbesondere von der idealisierten Darstellung seiner selbst als Porträt (1939) begeistert gewesen sein und erteilte Löbenberg weitere Aufträge. In der Rominter Heide, die Staatsjagdrevier geworden war, malte Löbenberg den Großteil der Hirschmotive, meist nach den Trophäen. Immer jedoch stellte er die Tiere in ihrem natürlichen Lebensraum dar. Dafür wurden die niedergestreckten Tiere mitunter an hölzernen Stützen angebracht, um sie in einer natürlichen Haltung wiedergeben zu können. Von Löbenberg stammt auch das bekannte Göring-Porträt, das in Postkartenform vielfach im Deutschen Reich versandt wurde. Göring machte Löbenberg zum Referenten für Jagdkunst und Ausstellungswesen im Reichsjagdamt. In dieser Funktion organisierte er die Internationale Jagdausstellung im Herbst 1937 in Berlin. In Anerkennung seiner diesbezüglichen Verdienste wurde Gerhard Löbenberg am 30. Januar 1938 der Titel Professor ehrenhalber verliehen.
Löbenberg wurde 1945 enteignet und floh in den Westen. Dort konnte er mit Unterstützung von Freunden ein Forsthaus beziehen und sein künstlerisches Werk fortführen. Als Gerhard Löbenberg am 19. August 1967 starb, umfasste sein Œuvre rund 2.000 Werke.

## Ausstellungen (unvollständig)
- 1937: Berlin, Ausstellungsgebäude Tiergarten („Tierkunst-Ausstellung“ der Nationalsozialistischen Kulturgemeinde)

- 2004: Lüneburg,  Ostpreußisches Landesmuseum („Natur und Jagd in der Malerei von Gerhard Löbenberg“)[1]